# Aeroportul Puerto Nare
Aeroportul Puerto Nare (IATA: NAR, ICAO: SKPN) este un aeroport din Antioquia, Columbia ce deservește zona Puerto Nare. Aeroportul a fost tranzitat în 2019 de 55 de pasageri.
Situat la o altitudine de 127 m, aeroportul dispune de o singură pistă.